# Louise Henriette de Bourbon-Conti

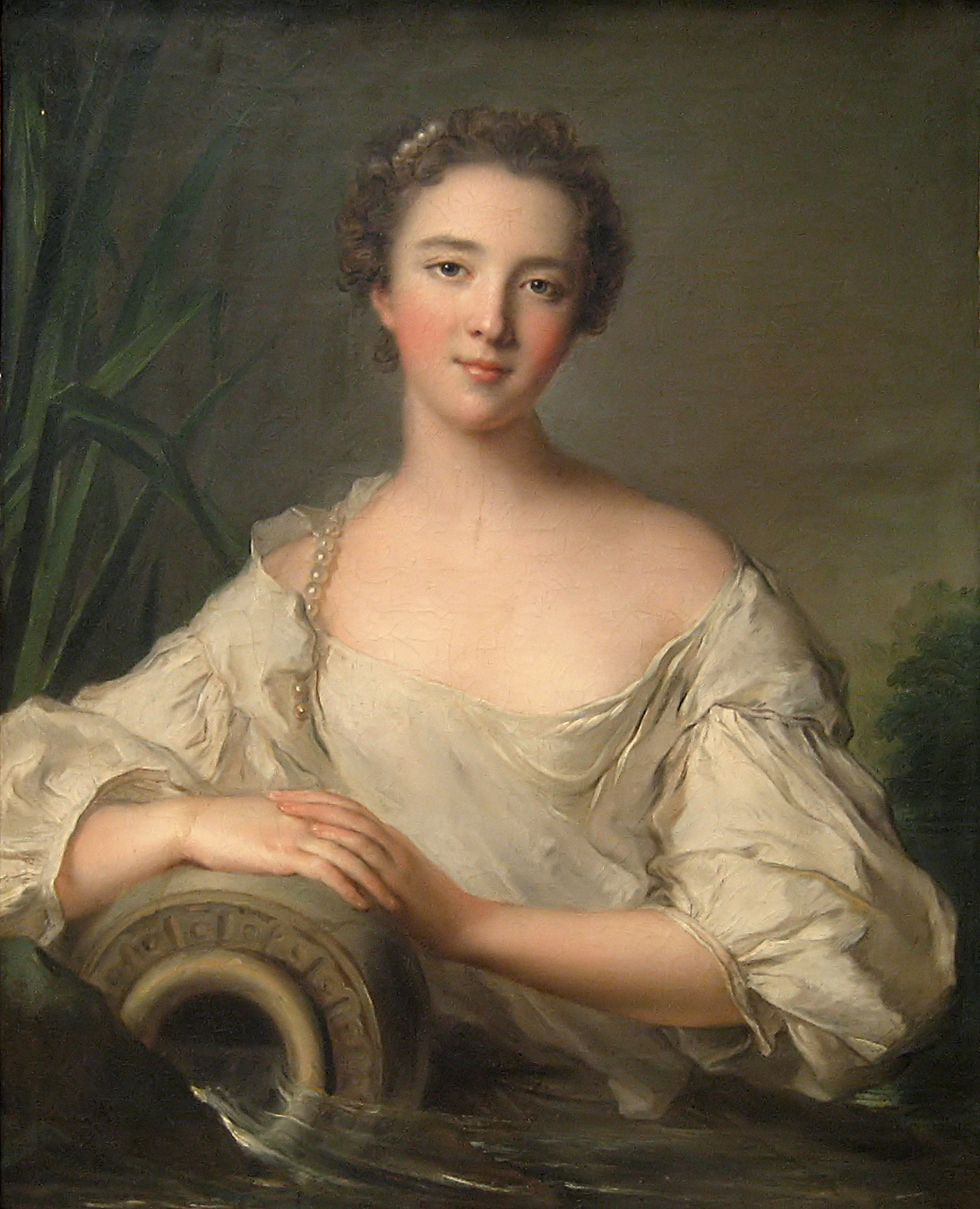
Jean-Marc Nattier: Louise Henriette de Bourbon, Öl auf Leinwand, um 1750

Louise Henriette von Bourbon, Mademoiselle de Conti (* 20. Juni 1726 in Paris; † 9. Februar 1759 ebenda) war eine französische Prinzessin und durch Heirat Herzogin von Chartres (1743) und seit 1752 Herzogin von Orléans.

## Leben
Louise Henriette war das jüngste Kind und die einzige Tochter von Louis Armand II. de Bourbon, prince de Conti und seiner Frau Louise Élisabeth de Bourbon, Tochter von Louis III. de Bourbon, prince de Condé und Prinzessin Louise Françoise de Bourbon. Sie war eine Prinzessin von Geblüt und Cousine des französischen Königs Ludwig XV.

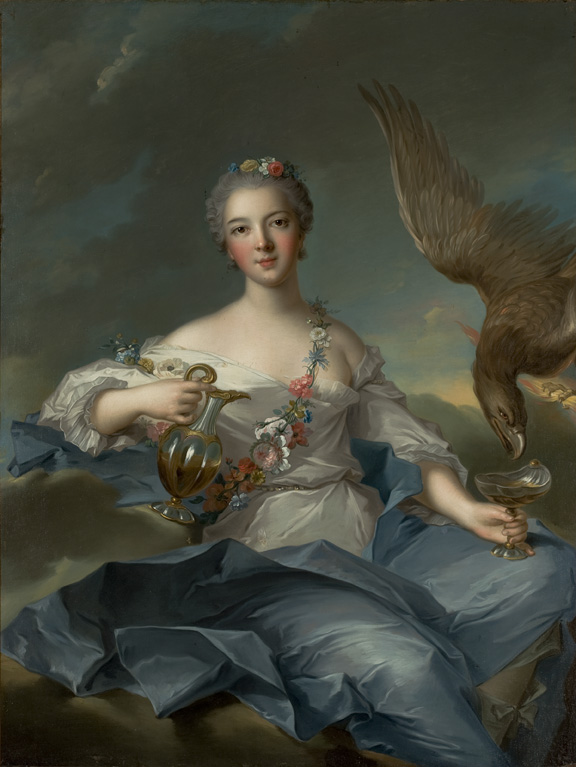
Jean-Marc Nattier: Louise Henriette de Bourbon, Öl auf Leinwand, um 1750

Am 17. Dezember 1743 wurde Prinzessin Louise Henriette in Versailles mit Herzog Ludwig Philipp von Chartres, Sohn von Herzog Ludwig I. von Orléans und Markgräfin Auguste von Baden-Baden, verheiratet. Nach dem Tod ihres Schwiegervaters 1752 folgte ihm ihr Ehemann als Herzog von Orléans nach.
Die Herzogin soll bei der Geburt eines unehelichen Kindes gestorben sein. Ihr Sohn Louis Philippe Joseph behauptete unter der Terrorherrschaft im Jahr 1793, dass sein Vater nicht der Herzog von Orléans sei, sondern ein Kutscher aus dem königlichen Palast von Versailles. Doch die starke Ähnlichkeit zwischen Vater und Sohn war nicht zu übersehen.

## Nachkommen
Die Ehe galt als nicht glücklich, und doch gingen drei Kinder hervor:
- Mademoiselle de Chartres (* 13. Juli 1745; † 14. Dezember 1745)
- Louis Philippe Joseph (* 13. April 1747; † 6. November 1793), genannt Philippe-Égalité, Herzog von Orléans

⚭ 1769 Louise Marie Adélaïde de Bourbon-Penthièvre
- Louise Marie Thérèse Bathilde d’Orléans (* 9. Juli 1750; † 10. Januar 1822)

⚭ 1770 Louis VI. Henri Joseph de Bourbon, prince de Condé